# Manuel de Bañuelos y Velasco
Manuel de Bañuelos y Velasco (n. Córdoba ca. 1625) fue un noble y militar español, por cuyos servicios al Rey le fue concedido el marquesado de Ontiveros el 2 de enero de 1678.

## Biografía
Nacido en Córdoba hacia 1625, fue hijo y sucesor de Luis de Bañuelos y Velasco, natural y señor de la casa de su apellido en dicha ciudad y poseedor de los mayorazgos y cortijos de Peralta, Peraltilla, Las Pinedas y Estebanía Baja en la misma provincia, caballero de Calatrava, y de María de Peñalosa y Vivero, nacida en Segovia, hija menor de Jerónimo de Mercado y Peñalosa, patrono del monasterio de Dominicos de San Pedro de las Dueñas y señor de la torre y mayorazgo de los Mercado Peñalosa en Lastras del Pozo, y sobrina de los patronos del Convento de Carmelitas Descalzos de Segovia, todo en la provincia de Segovia.
Manuel de Bañuelos poseyó las casas, estados y patronatos de su padre y, por usurpación, los de su familia materna, y fue caballero de la Orden de Calatrava, Capitán General del Mar Océano, Comisario General de la Infantería y la Caballería de España, mayordomo de la Reina Mariana de Austria y del Consejo Supremo de Guerra. 
Casó en 1652 con María Catalina Gómez de Sandoval y Rojas, señora de las villas de Fontiveros, Cantiveros, Vita y Malaguilla y del lugar de Herreros de Suso, hija del general Jerónimo Gómez de Sandoval, señor de las mismas jurisdicciones, así como de las villas de Bahabón de Esgueva, Oquillas y Cilleruelo, caballero de Santiago, y de Mariana de la Cerda y Ocáriz, biznieta del II duque de Medinaceli.